# نساء في حياتي (فلم)
نساء في حياتي هو فيلم مصري تم إنتاجه عام 1957، من إخراج فطين عبد الوهاب، وبطولة يحيى شاهين وهند رستم.

## تمثيل
- يحيى شاهين
- هند رستم
- زبيدة ثروت
- منيرة سنبل
- رشدي أباظة
- سراج منير
- فردوس محمد
- سناء جميل
- روحية خالد

## روابط خارجية
- مقالات تستعمل روابط فنية بلا صلة مع ويكي بيانات